# Olena Kostevych
Olena Dmytrivna Kostevych (en ucraniano: Олена Дмитрівна Костевич; Jabárovsk, URSS, 14 de abril de 1985) es una deportista ucraniana que compite en tiro, en la modalidad de pistola.
Participó en cinco Juegos Olímpicos de Verano, entre los años 2004 y 2020, obteniendo en total cuatro medallas, oro en Atenas 2004 (pistola 10 m), dos de bronce en Londres 2012 (pistola 10 m y pistola 25 m) y bronce en Tokio 2020 (pistola 10 m mixto).
Ganó seis medallas en el Campeonato Mundial de Tiro entre los años 2002 y 2023, y doce medallas en el Campeonato Europeo de Tiro entre los años 2011 y 2024.
En los Juegos Europeos consiguió dos medallas, bronce en Minsk 2019 (pistola 25 m mixto) y bronce en Cracovia 2023 (pistola 10 m).
Fue la abandera de Ucrania en la ceremonia de apertura de los Juegos de Tokio 2020.

## Palmarés internacional
| Juegos Olímpicos   | Juegos Olímpicos         | Juegos Olímpicos  | Juegos Olímpicos            |
| Año                | Lugar                    | Medalla           | Prueba                      |
| ------------------ | ------------------------ | ----------------- | --------------------------- |
| 2004               | Atenas (Grecia)          | Medalla de oro    | Pistola 10 m                |
| 2012               | Londres (Reino Unido)    | Medalla de bronce | Pistola 10 m                |
| 2012               | Londres (Reino Unido)    | Medalla de bronce | Pistola 25 m                |
| 2020               | Tokio (Japón)            | Medalla de bronce | Pistola 10 m mixto          |
| Campeonato Mundial |                          |                   |                             |
| Año                | Lugar                    | Medalla           | Prueba                      |
| 2002               | Lahti (Finlandia)        | Medalla de oro    | Pistola 10 m                |
| 2014               | Granada (España)         | Medalla de plata  | Pistola 10 m                |
| 2018               | Changwon (Corea del Sur) | Medalla de oro    | Pistola 25 m                |
| 2018               | Changwon (Corea del Sur) | Medalla de bronce | Pistola 10 m mixto          |
| 2022               | El Cairo (Egipto)        | Medalla de bronce | Pistola estándar 25 m mixto |
| 2023               | Bakú (Azerbaiyán)        | Medalla de plata  | Pistola 25 m                |
| Juegos Europeos    |                          |                   |                             |
| Año                | Lugar                    | Medalla           | Prueba                      |
| 2019               | Minsk (Bielorrusia)      | Medalla de bronce | Pistola 25 m mixto          |
| 2023               | Breslavia (Polonia)      | Medalla de bronce | Pistola 10 m                |
| Campeonato Europeo |                          |                   |                             |
| Año                | Lugar                    | Medalla           | Prueba                      |
| 2011               | Brescia (Italia)         | Medalla de bronce | Pistola 10 m                |
| 2012               | Vierumäki (Finlandia)    | Medalla de plata  | Pistola 10 m                |
| 2015               | Arnhem (Países Bajos)    | Medalla de oro    | Pistola 10 m                |
| 2015               | Maribor (Eslovenia)      | Medalla de bronce | Pistola 25 m                |
| 2016               | Győr (Hungría)           | Medalla de oro    | Pistola 10 m                |
| 2016               | Győr (Hungría)           | Medalla de plata  | Pistola 50 m mixto          |
| 2017               | Maribor (Eslovenia)      | Medalla de plata  | Pistola 10 m                |
| 2018               | Győr (Hungría)           | Medalla de bronce | Pistola 10 m mixto          |
| 2019               | Osijek (Croacia)         | Medalla de oro    | Pistola 10 m mixto          |
| 2019               | Lonato (Italia)          | Medalla de bronce | Pistola 50 m mixto          |
| 2022               | Hamar (Noruega)          | Medalla de oro    | Pistola 10 m                |
| 2024               | Győr (Hungría)           | Medalla de oro    | Pistola 10 m mixto          |